# Walter Harm (Politiker)
Walter Harm (* 9. Mai 1897 in Hamburg; † 10. August 1964 ebenda) war ein deutscher Politiker der SPD.

## Leben und Beruf

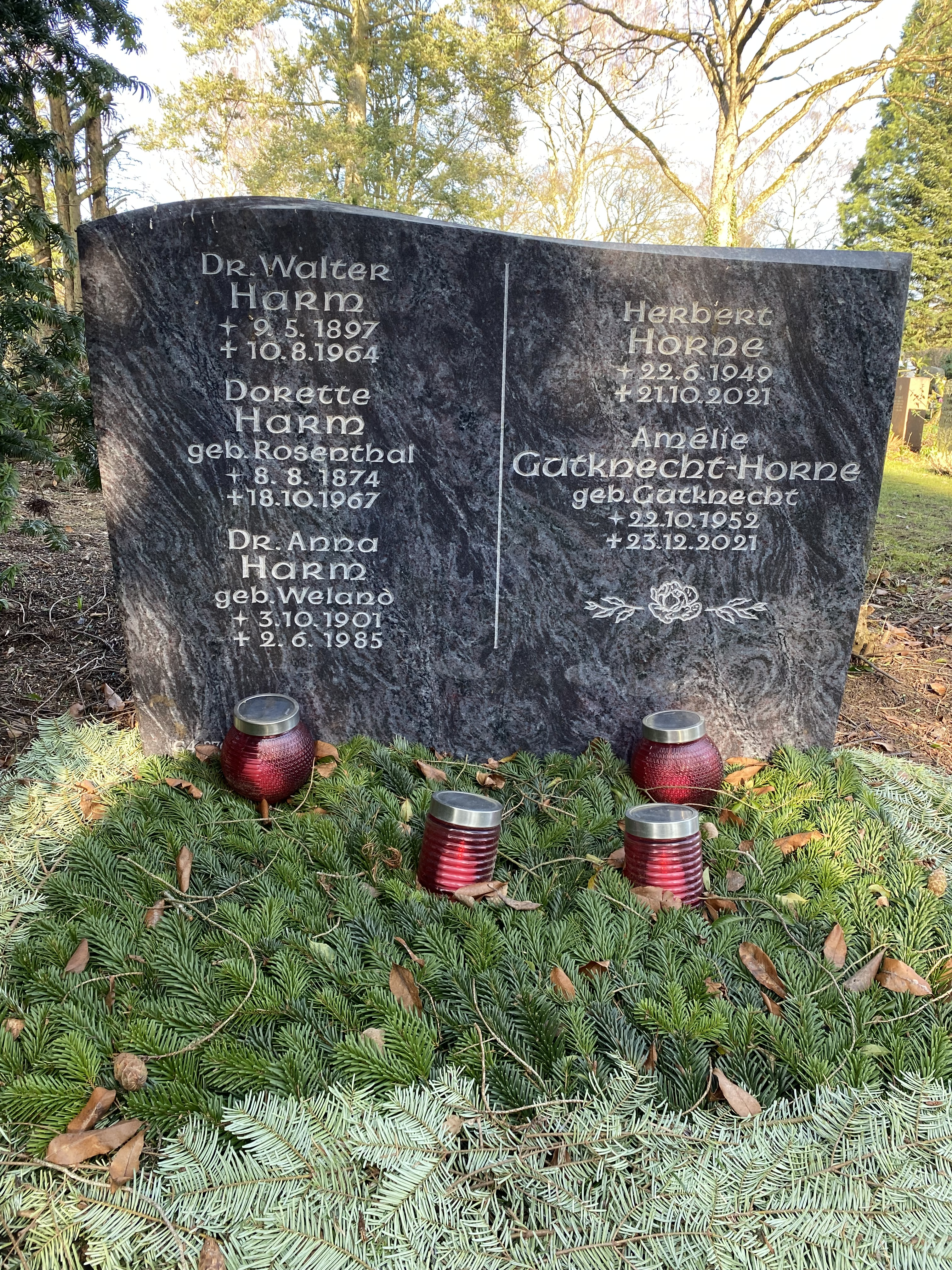
Grabstätte auf dem Friedhof Bergstedt

Nach dem Abitur studierte Harm Rechts- und Staatswissenschaften und schloss das Studium mit dem Referendarexamen sowie als Diplomvolkswirt ab. Nach der Promotion zum Dr. rer. pol. 1930 und dem Assessorexamen war er bis 1932 Gerichtsassessor in Hamburg. Von 1934 bis 1945 und seit 1955 war er dort als Rechtsanwalt zugelassen.
Von 1957 bis zum 22. September 1961 und erneut von der Bundestagswahl 1961 bis zu seinem Tode gehörte Harm dem Deutschen Bundestag an. Er verstarb 67-jährig in seiner Geburtsstadt und wurde auf dem dortigen Friedhof Bergstedt beigesetzt. 

## Öffentliche Ämter
Harm war von 1932 bis 1934 hauptamtlicher Bürgermeister von Hameln. 1945 wurde er dort Oberbürgermeister (bis 1946). Von 1946 an war er Regierungspräsident (bis 1950 in Lüneburg, dann in Stade), ehe er 1954 zum Staatssekretär im niedersächsischen Finanzministerium ernannt wurde. Nach dem Regierungswechsel 1955 wurde er in den Wartestand versetzt.